# まどの一哉
まどの 一哉（まどの かずや）は、日本の漫画家。

## 来歴
2006年より『アックス』（青林工藝舎）で意欲的に作品を描き、同誌の作家として扱われている。2019年より、オンラインマガジン『電脳マヴォ』にて「三角帽子」を連載中。
放電横丁でも「愛と戦いの船」「カゲマル伝」「ロマンガロン」を連載。

## 作品リスト

### 書籍
- 洞窟ゲーム（青林工藝舎、2010年5月、ISBN 978-4883793150）
- 世の終りのためのお伽噺（青林工藝舎、2013年5月、ISBN 978-4883793846）
- 西遊（ワイズ出版、2011年12月1日、ISBN 978-4898302552）
- 祭り前（セミ書房） - 限定99部。
- 秘密諜報家（セミ書房）
- 脳のない男（青林工藝舎、2018年10月3日発売、ISBN 978-4883794546）
- 三角帽子（ナンバーナイン、2019年6月 - 刊行中、既刊7巻） - 電子書籍限定刊行。
- ロマンガロン（青林工藝舎、2021年3月25日発売、ISBN 978-4883794836）

### 連載
- バルーン（『アックス』vol.159[3] - 、2024年 - ）

### 読み切り
- 宇宙恐るるに足らず（『アックス』vol.79[4]、2011年）
- ロバの街（『アックス』vol.91[5]、2013年）
- 小屋（『アックス』vol.130[6]、2019年）
- カプセル（『アックス』vol.131[7]、2019年）
- ミサイルA（『アックス』vol.132[8]、2019年）
- 幻の牛（『アックス』vol.133[9]、2020年）
- バルーン（『アックス』vol.134[10]、2020年）
- 空気の殺人（『アックス』vol.135[11]、2020年）
- 月の眼（『アックス』vol.136[12]、2020年）
- エジプト（『アックス』vol.137[13]、2020年）
- 絵のたくらみ（『アックス』vol.138[14]、2020年）
- 追跡車（『アックス』vol.140[15]、2021年）
- 怪鳥（『アックス』vol.141[16]、2021年）
- 怪魚（『アックス』vol.142[17]、2021年）
- 巨大な猿（『アックス』vol.143[18]、2021年）
- バイクの女『アックス』vol.144[19]、2021年）
- 前へ進む機械（『アックス』vol.145[20]、2022年）
- 宇宙神社（『アックス』vol.146[21]、2022年）
- 市場の片隅で（『アックス』vol.148[22]、2022年）
- 黒山羊の陰謀（『アックス』vol.149[23]、2022年）
- 雷神参上（『アックス』vol.150[24]、2022年）
- 復讐の終わり（『アックス』vol.152[25]、2023年）
- キリスト降臨（『アックス』vol.153[26]、2023年）
- 風神襲来（『アックス』vol.154[27]、2023年）
- 惑いの森（『アックス』vol.155[28]、2023年）
- 猿渡VS猿渡（『アックス』vol.156[29]、2023年）

## 雑誌特集
- 『アックス』 第75号 特集：まどの一哉（青林工藝舎、2010年6月30日、ISBN 978-4883793181）